# Lijst van rijksmonumenten in Ophemert
De plaats Ophemert telt 16 inschrijvingen in het rijksmonumentenregister. Hieronder een overzicht.
| Object                                                       | Oorspronkelijke functie?  | Bouwjaar                                                        | Architect | Locatie              | Coördinaten?                  | Nr.?   | Afbeelding                                 |
| ------------------------------------------------------------ | ------------------------- | --------------------------------------------------------------- | --------- | -------------------- | ----------------------------- | ------ | ------------------------------------------ |
| Boerderij 'Abtdij' overblijfsel van een middeleeuwse bouwhof | Boerderij                 | middeleeuwen                                                    |           | Akkersestraat 17     | 51° 50' 26" NB, 5° 22' 48" OL | 30349  | Meer afbeeldingen                          |
| Hervormde Kerk                                               | Kerk en kerkonderdeel     | 1662 (preekstoel) 18e eeuw (kerkhofmuur) 1852 (schip vernieuwd) |           | Molenstraat 17       | 51° 50' 45" NB, 5° 23' 26" OL | 30352  | Meer afbeeldingen                          |
| Toren van de Hervormde Kerk                                  | Kerk en kerkonderdeel     | waarschijnlijk eerste helft 16e eeuw                            |           | Molenstraat bij 17   | 51° 50' 45" NB, 5° 23' 26" OL | 30353  | Meer afbeeldingen                          |
| De Beukenhof                                                 | Woonhuis                  | midden 19e eeuw                                                 |           | Molenstraat 22       | 51° 50' 45" NB, 5° 23' 33" OL | 30354  | Meer afbeeldingen                          |
| Gepleisterde boerderij                                       | Boerderij                 | waarschijnlijk 18e eeuw                                         |           | Schuurkampseweg 2    | 51° 50' 48" NB, 5° 21' 5" OL  | 30355  | Gepleisterde boerderij                     |
| Boerderij op T-vormige plattegrond                           | Boerderij                 | 1851                                                            |           | Uilenburgsestraat 49 | 51° 50' 49" NB, 5° 21' 30" OL | 30356  | Boerderij op T-vormige plattegrond         |
| De Kapelhof                                                  | Kasteel, buitenplaats     | midden 19e eeuw                                                 |           | Waalbandijk 27       | 51° 50' 39" NB, 5° 23' 9" OL  | 30357  | Meer afbeeldingen                          |
| Poldermolen                                                  | Industrie- en poldermolen | 1888                                                            |           | Steendertse Uitweg   | 51° 51' 13" NB, 5° 20' 49" OL | 35618  | Meer afbeeldingen                          |
| Kasteel Ophemert                                             | Kasteel, buitenplaats     | 1350-1400                                                       |           | Dreef 2              | 51° 50' 53" NB, 5° 23' 26" OL | 511817 | Meer afbeeldingen                          |
| Kasteel Ophemert: historische tuin- en parkaanleg            | Tuin, park en plantsoen   | midden 19e eeuw                                                 |           | Dreef bij 2          | 51° 50' 52" NB, 5° 23' 28" OL | 511819 | Meer afbeeldingen                          |
| Kasteel Ophemert: koetshuis                                  | Bijgebouwen kastelen enz. | 19e eeuw                                                        |           | Dreef bij 2          | 51° 50' 53" NB, 5° 23' 26" OL | 511820 | Meer afbeeldingen                          |
| Kasteel Ophemert: schuur                                     | Bijgebouwen kastelen enz. | 19e eeuw                                                        |           | Dreef bij 2          | 51° 50' 53" NB, 5° 23' 26" OL | 511821 | Meer afbeeldingen                          |
| Kasteel Ophemert: tuinmuur                                   | Tuin, park en plantsoen   | 19e eeuw                                                        |           | Dreef bij 2          | 51° 50' 52" NB, 5° 23' 28" OL | 511822 | Upload foto                                |
| Kasteel Ophemert: inrijhek                                   | Tuin, park en plantsoen   | 19e eeuw                                                        |           | Dreef bij 2          | 51° 50' 52" NB, 5° 23' 28" OL | 511823 | Meer afbeeldingen                          |
| T-boerderij                                                  | Boerderij                 |                                                                 |           | Esterweg 47          | 51° 50' 6" NB, 5° 19' 32" OL  | 30351  | T-boerderij                                |
| Twee vijfroedige, vrijstaande schuurbergen                   | Boerderij                 |                                                                 |           | Esterweg bij 47      | 51° 50' 6" NB, 5° 19' 32" OL  | 520757 | Twee vijfroedige, vrijstaande schuurbergen |
| Schuur                                                       | Boerderij                 | 1890-1900                                                       |           | Molenstraat bij 22   | 51° 50' 45" NB, 5° 23' 33" OL | 522024 | Upload foto                                |